# Сборная Чехии по теннису в Кубке Билли Джин Кинг
Сборная Чехии по теннису в Кубке Федерации — официальный представитель Чехии в Кубке Федерации. Руководящий состав сборной определяется Чешской теннисной ассоциацией. Команда Чехии — шестикратный обладатель Кубка Федерации (в 2011—2012, 2014—2016, 2018 годах); ещё пять раз этот трофей завоёвывала сборная Чехословакии, преемницей которой является сборная Чехии.
Капитаном команды является Петр Пала (занимает этот пост с 2008 года).
Национальные цвета — синий верх и красный низ.

## История выступлений
Сборная Чехии в Кубке Федерации — преемник сборной Чехословакии, дебютировавшей в турнире в 1963 году. Из этих 45 лет совместной истории 40 лет команда находится в Мировой группе (последний вылет состоялся в 1994 году, последнее возвращение — в 1995). За это время сыграно 138 матчевых встреч (102 победы).
Свой первый Кубок Федерации сборная Чехословакии завоевала в 1975 году, когда за неё выступала молодая Мартина Навратилова. Самые успешные периоды в истории команды приходятся на середину 1980-х годов, когда Гелена Сукова четырежды приводила её к победам в Кубке Федерации (из них трижды с Ганой Мандликовой, с которой также дошла до финала в 1986 году); и второе десятилетие XXI века, когда за восемь лет Петра Квитова с подругами завоёвывали главный командный трофей женского тенниса шесть раз. Дважды (в 1983—1985 и 2014—2016 годах) команда становилась обладательницей Кубка Федерации по три раза подряд. Учитывая титулы, завоёванные сборной Чехословакии, чешская команда занимает второе место в числе самых титулованных сборных Кубка Федерации, уступая лишь сборной США.

### Рекорды и статистика
Лидеры сборной

#### Команда
- Проведенных сезонов — 52
- Чемпионских титулов — 11 (1975, 1983—1985, 1988 — как сборная Чехословакии, 2011—2012, 2014—2016, 2018 — как сборная Чехии)
- Самая длинная серия побед — 19 (1983—1986, включая победы над командами Греции — три раза, Австралии, Аргентины, США, Швейцарии — по два раза, Италии, ФРГ, Перу, Франции, Венесуэлы, Югославии, Венгрии и Болгарии и три чемпионских титула)
- Самая крупная победа — 5:0 по играм, 10:2 по сетам, 69:38 по геймам ( Чехия —  Канада 5:0, 2002); как сборная Чехословакии — 3:0 по играм, 6:0 по сетам, 36:2 по геймам ( Чехословакия —  Португалия 3:0, 1978[2])
- Самый длинный матч — 9 часов 40 минут ( Словакия —  Чехия 0:5, 2007)
  - Наибольшее количество геймов в матче — 143 ( Франция —  Чехия 2:3, 2016)
- Самая длинная игра — 3 часа 3 минуты ( Марет Ани —  Барбора Стрыцова 63−7 7-5 6-8, 2004)
  - Наибольшее количество геймов в игре — 49 ( Кристина Младенович —  Каролина Плишкова 3-6 6-4 14-16, 2016)
- Наибольшее количество геймов в сете — 30 ( Кристина Младенович —  Каролина Плишкова 3-6 6-4 14-16, 2016)

#### Игроки
- Наибольшее количество сезонов в сборной — 14 (Луция Шафаржова)
- Наибольшее количество матчей — 54 (Гелена Сукова)
- Наибольшее количество игр — 73 (Гелена Сукова, 57—16)
- Наибольшее количество побед — 57 (Гелена Сукова, 57—16)
  - В одиночном разряде — 45 (Гелена Сукова, 45—11)
  - В парном разряде — 15 (Гана Мандликова, 15—6)
  - В составе одной пары — 7 (Г. Мандликова / Г. Сукова, 7—3)
- Самый молодой игрок — 15 лет 1 день (Николь Вайдишова, 24 апреля 2004)
- Самый возрастной игрок — 36 лет 167 дней (Луция Градецкая, 4 ноября 2021)

### Финалы (12)
| №   | Год  | Место (покрытие)               | Состав в финале                                                 | Соперник в финале | Счёт |
| 1.  | 1975 | Экс-ан-Прованс, Франция, грунт | Рената Томанова Мартина Навратилова                             | Австралия         | 3-0  |
| 2.  | 1983 | Цюрих, Швейцария, грунт        | Гана Мандликова Хелена Сукова Ива Бударова Марцела Скугерска    | ФРГ               | 2-1  |
| 3.  | 1984 | Сан-Паулу, Бразилия, грунт     | Гана Мандликова Хелена Сукова                                   | Австралия         | 2-1  |
| 4.  | 1985 | Нагоя, Япония, хард            | Гана Мандликова Хелена Сукова Андреа Голикова Регина Маршикова  | США               | 2-1  |
| 5.  | 1988 | Мельбурн, Австралия, хард      | Радомира Зрубакова Хелена Сукова Яна Поспишилова Яна Новотна    | СССР              | 2-1  |
| 6.  | 2011 | Москва, Россия, хард(i)        | Петра Квитова Луция Шафаржова Луция Градецкая Квета Пешке       | Россия            | 3-2  |
| 7.  | 2012 | Прага, Чехия, хард(i)          | Петра Квитова Луция Шафаржова                                   | Сербия            | 3-1  |
| 8.  | 2014 | Прага, Чехия, хард(i)          | Петра Квитова Луция Шафаржова Андреа Главачкова Луция Градецкая | Германия          | 3-1  |
| 9.  | 2015 | Прага, Чехия, хард(i)          | Петра Квитова Каролина Плишкова Барбора Стрыцова                | Россия            | 3-2  |
| 10. | 2016 | Страсбург, Франция, хард(i)    | Петра Квитова Каролина Плишкова Барбора Стрыцова                | Франция           | 3-2  |
| 11. | 2018 | Прага, Чехия, хард(i)          | Барбора Стрыцова Катерина Синякова Барбора Крейчикова           | США               | 3-0  |

| №  | Год  | Место (покрытие)           | Состав в финале               | Соперник в финале | Счёт |
| 1. | 1986 | Прага, Чехословакия, грунт | Гана Мандликова Хелена Сукова | США               | 0-3  |

## Состав в 2023 году
- Мария Боузкова
- Маркета Вондроушова
- Барбора Крейчикова
- Каролина Мухова
- Линда Носкова
- Катерина Синякова

Капитан: Петр Пала

## Недавние матчи

### Финальный турнир Мировой группы 2023
| Канада 2 | Олимпийский стадион, Севилья, Испания 11 ноября 2023 Хард(i) | Олимпийский стадион, Севилья, Испания 11 ноября 2023 Хард(i)                | Чехия 1 |      |     |  |
| \| \| \| \| 1 \| 2 \| 3 \| \| \| - \| \| --------------------------------------------------------------------------- \| --- \| ---- \| --- \| \| \| 1 \| \| Марина Стакушич Барбора Крейчикова \| 2 6 \| 1 6 \| \| \| \| 2 \| \| Лейла Фернандес Маркета Вондроушова \| 6 2 \| 2 6 \| 6 3 \| \| \| 3 \| \| Габриэла Дабровски / Лейла Фернандес Барбора Крейчикова / Катерина Синякова \| 7 5 \| 7 63 \| \| \| |                                                              |                                                                             |         |      |     |  |
| |                                                              |                                                                             | 1       | 2    | 3   |  |
| 1 | Канада · Чехия                                               | Марина Стакушич Барбора Крейчикова                                          | 2 6     | 1 6  |     |  |
| 2 | Канада · Чехия                                               | Лейла Фернандес Маркета Вондроушова                                         | 6 2     | 2 6  | 6 3 |  |
| 3 | Канада · Чехия                                               | Габриэла Дабровски / Лейла Фернандес Барбора Крейчикова / Катерина Синякова | 7 5     | 7 63 |     |  |

### Групповой этап Мировой группы, 2022
| Чехия 2 | Олимпийский стадион, Севилья, Испания 10 ноября 2023 Хард(i) | Олимпийский стадион, Севилья, Испания 10 ноября 2023 Хард(i)             | США 1 |     |   |  |
| \| \| \| \| 1 \| 2 \| 3 \| \| \| - \| \| ------------------------------------------------------------------------ \| --- \| --- \| - \| \| \| 1 \| \| Катерина Синякова Даниэль Коллинз \| 3 6 \| 2 6 \| \| \| \| 2 \| \| Маркета Вондроушова София Кенин \| 6 1 \| 6 1 \| \| \| \| 3 \| \| Барбора Крейчикова / Катерина Синякова Даниэль Коллинз / Тейлор Таунсенд \| 6 3 \| 7 5 \| \| \| |                                                              |                                                                          |       |     |   |  |
| |                                                              |                                                                          | 1     | 2   | 3 |  |
| 1 | Чехия · Соединённые Штаты Америки                            | Катерина Синякова Даниэль Коллинз                                        | 3 6   | 2 6 |   |  |
| 2 | Чехия · Соединённые Штаты Америки                            | Маркета Вондроушова София Кенин                                          | 6 1   | 6 1 |   |  |
| 3 | Чехия · Соединённые Штаты Америки                            | Барбора Крейчикова / Катерина Синякова Даниэль Коллинз / Тейлор Таунсенд | 6 3   | 7 5 |   |  |

| Чехия 2 | Олимпийский стадион, Севилья, Испания 7 ноября 2023 Хард(i) | Олимпийский стадион, Севилья, Испания 7 ноября 2023 Хард(i)            | Швейцария 1 |     |     |  |
| \| \| \| \| 1 \| 2 \| 3 \| \| \| - \| \| ---------------------------------------------------------------------- \| ---- \| --- \| --- \| \| \| 1 \| \| Линда Носкова Селин Наэф \| 7 62 \| 4 6 \| 6 4 \| \| \| 2 \| \| Мария Боузкова Виктория Голубич \| 6 4 \| 6 4 \| \| \| \| 3 \| \| Барбора Крейчикова / Катерина Синякова Виктория Голубич / Джил Тайхман \| 7 63 \| 6 2 \| \| \| |                                                             |                                                                        |             |     |     |  |
| |                                                             |                                                                        | 1           | 2   | 3   |  |
| 1 | Чехия · Швейцария                                           | Линда Носкова Селин Наэф                                               | 7 62        | 4 6 | 6 4 |  |
| 2 | Чехия · Швейцария                                           | Мария Боузкова Виктория Голубич                                        | 6 4         | 6 4 |     |  |
| 3 | Чехия · Швейцария                                           | Барбора Крейчикова / Катерина Синякова Виктория Голубич / Джил Тайхман | 7 63        | 6 2 |     |  |